# Borja Fanjul Fernández-Pita
Francisco de Borja Fanjul Fernández-Pita (Madrid, 19 de desembre de 1975) és un polític espanyol del Partit Popular (PP), regidor de l'Ajuntament de Madrid des de 2019. Va ser diputat de la ix legislatura de l'Assemblea de Madrid.
Nascut el 19 de desembre de 1975 a Madrid, és besnet del general Joaquín Fanjul, un dels capitostos del cop d'Estat de juliol de 1936 a Madrid, i que, després de ser sufocat el cop a la capital, va ser executat per les autoritats republicanes com a responsable de la revolta. És net de Juan Manuel Fanjul Sedeño, falangista camisa vieja, procurador a les Corts franquistes.
Als 20 anys va patir un accident de trànsit que el va deixar tetraplègic. Es va llicenciar en dret per la Universitat Complutense de Madrid (UCM), cursant posteriorment sengles títols de postgrau en aspectes jurídics i de discapacitat.
Assistent del grup parlamentari del PP al Congrés dels Diputats des de 2008, el 2011 va ser inclòs com a candidat al número 80 de la llista del partit per a les eleccions a l'Assemblea de Madrid de 2011 encapçalada per Esperanza Aguirre. Fanjul, que no va ser elegit als comicis, va adquirir la condició de diputat el 15 de desembre de 2011, cobrint la baixa creada per la renúncia de María Luz Bajo Prieto.
Candidat al número 18 de la llista del PP per a les eleccions municipals de 2015 a Madrid, va ser elegit regidor de l'Ajuntament de Madrid. Nomenat com a director general de Polítiques de Suport a la Discapacitat, va cessar com a regidor al novembre de 2016. Va tornar a ser elegit regidor a les eleccions municipals de 2019.
Investit José Luis Martínez-Almeida com a alcalde en juny de 2019, aquest va delegar les seves funcions de presidència del ple en Fanjul. Fanjul també va ser nomenat regidor-president dels districtes de Puente de Vallecas i Usera. No obstant això, va ser cessat poc més tard, al juliol de 2019, del seu càrrec al cap de la regidoria-presidència d'Usera.

## Genealogia
Ancestres de Francisco de Borja Fanjul Fernández-Pita:
|  |                                             |  |  |  |  |  |  |  |  |  |  |  |  |  |  |  |
|  | 8. Joaquín Fanjul Goñi                      |  |  |  |  |  |  |  |  |  |  |  |  |  |  |  |
|  |                                             |  |  |  |  |  |  |  |  |  |  |  |  |  |  |  |
|  |                                             |  |  |  |  |  |  |  |  |  |  |  |  |  |  |  |
|  | 4. Juan Manuel Fanjul Sedeño (es)           |  |  |  |  |  |  |  |  |  |  |  |  |  |  |  |
|  |                                             |  |  |  |  |  |  |  |  |  |  |  |  |  |  |  |
|  |                                             |  |  |  |  |  |  |  |  |  |  |  |  |  |  |  |
|  | 9. Victoria Sedeño de Oro                   |  |  |  |  |  |  |  |  |  |  |  |  |  |  |  |
|  |                                             |  |  |  |  |  |  |  |  |  |  |  |  |  |  |  |
|  |                                             |  |  |  |  |  |  |  |  |  |  |  |  |  |  |  |
|  | 2. José Ignacio Fanjul Vicuña               |  |  |  |  |  |  |  |  |  |  |  |  |  |  |  |
|  |                                             |  |  |  |  |  |  |  |  |  |  |  |  |  |  |  |
|  |                                             |  |  |  |  |  |  |  |  |  |  |  |  |  |  |  |
|  | 5. Adriana Vicuña García-Huidobro           |  |  |  |  |  |  |  |  |  |  |  |  |  |  |  |
|  |                                             |  |  |  |  |  |  |  |  |  |  |  |  |  |  |  |
|  |                                             |  |  |  |  |  |  |  |  |  |  |  |  |  |  |  |
|  | 1. Francisco de Borja Fanjul-Fernández Pita |  |  |  |  |  |  |  |  |  |  |  |  |  |  |  |
|  |                                             |  |  |  |  |  |  |  |  |  |  |  |  |  |  |  |
|  |                                             |  |  |  |  |  |  |  |  |  |  |  |  |  |  |  |
|  | 6. Antonio Fernández-Pita y Puga-Ramón      |  |  |  |  |  |  |  |  |  |  |  |  |  |  |  |
|  |                                             |  |  |  |  |  |  |  |  |  |  |  |  |  |  |  |
|  |                                             |  |  |  |  |  |  |  |  |  |  |  |  |  |  |  |
|  | 3. Luz María Fernández-Pita González        |  |  |  |  |  |  |  |  |  |  |  |  |  |  |  |
|  |                                             |  |  |  |  |  |  |  |  |  |  |  |  |  |  |  |
|  |                                             |  |  |  |  |  |  |  |  |  |  |  |  |  |  |  |
|  | 7. Emilia González Rodríguez                |  |  |  |  |  |  |  |  |  |  |  |  |  |  |  |
|  |                                             |  |  |  |  |  |  |  |  |  |  |  |  |  |  |  |
|  |                                             |  |  |  |  |  |  |  |  |  |  |  |  |  |  |  |